# 拉姆·琼斯
拉姆·琼斯（英語：Lam Jones，1958年4月4日—2019年3月15日），美国男子田径运动员，主攻短跑。他曾代表美国参加1976年夏季奥林匹克运动会田径比赛，获得男子4×100米接力金牌。